# اوی‌فهرتو
شهر اوی‌فِهِرتو(به مجاری: Újfehértó) در سابولچ-ساتمار-برگ در کشور مجارستان واقع شده‌است. جمعیت این شهر ۱۳٫۵۵۳ نفر است.

## نگارخانه

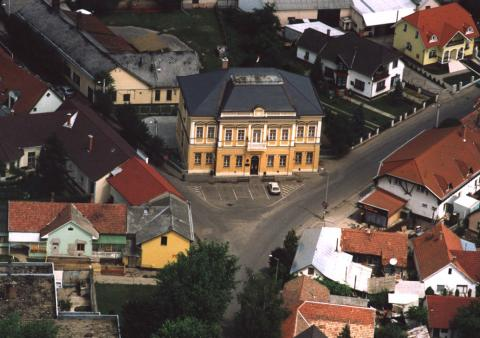
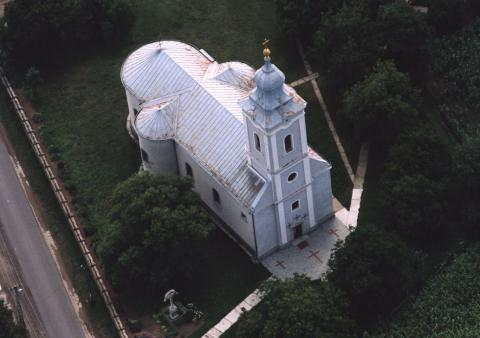
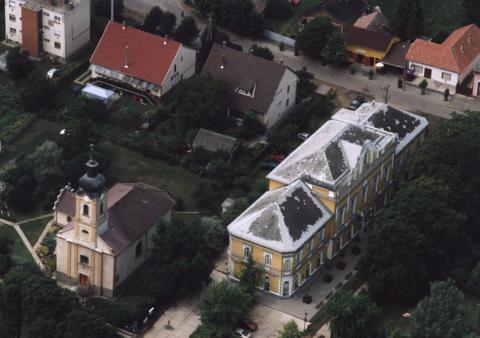

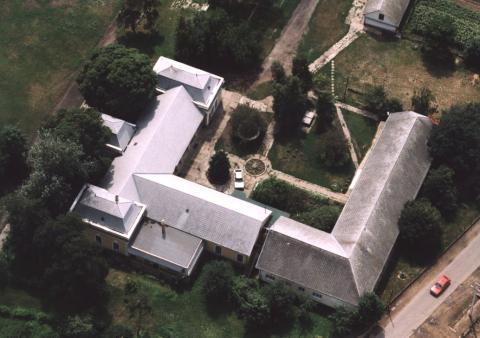